# عاكوب الشيلم
مهماز الشيلم أو دابر الشيلم أو عاكُوب الشيلم هو فطر الشقران الذي ينمو على آذان الجاودار ونباتات الحبوب والأعلاف ذات الصلة. استهلاك الحبوب أو البذور الملوثة مع هيكل بقاء هذه الفطريات، والشقران أصلوبة، يمكن أن يسبب التسمم الأرغوني في البشر والثدييات الأخرى.  سي. بوربوريا يؤثر الأكثر شيوعا التهجين الأنواع مثل الجاودار (المضيف الأكثر شيوعا)، وكذلك فول الصويا، القمح والشعير. نادرًا ما يصيب الشوفان.